# 薄井伸之
薄井 伸之（うすい のぶゆき、1998年7月2日 - ）は、福島県出身のサッカー選手。ポジションはMF。

## 所属クラブ
- ホワイトリバーFC
- Vamos福島
- 帝京安積高等学校
- 流通経済大学
- 2018年 - 2019年 ヒラル・ベルクハイム
- 2020年 -  2021年  OneTokyoFC
- 2022年2月 -  Essendon Royals SC